# Clarinet baix
El clarinet baix inventat el 1836 per Adolphe Sax, és un instrument del grup de vent de fusta, perquè sona gràcies a una canya que es posa a l'embocadura. Està afinat amb si bemoll. Antigament era tot recte, des de l'embocadura fins a la campana. Però els músics tenien un problema: era tan llarg que es feia difícil poder-lo tocar de manera còmoda. És per això que l'inventor dels saxòfons va inventar la nova forma del clarinet baix: va corvar la campana i la part superior de l'embocadura, deixant-lo de la manera que pots veure en la fotografia. Per poder-lo recolzar a terra sense haver-lo d'aguantar (ja que el seu pes és elevat) va inventar-se, també, una pica, que no és res més que un tros de ferro amb una goma al final perquè no rellisqui. És molt semblant al clarinet però té les parts més grans (la canya, el cos, les claus...) i també està fabricat de fusta de banús.

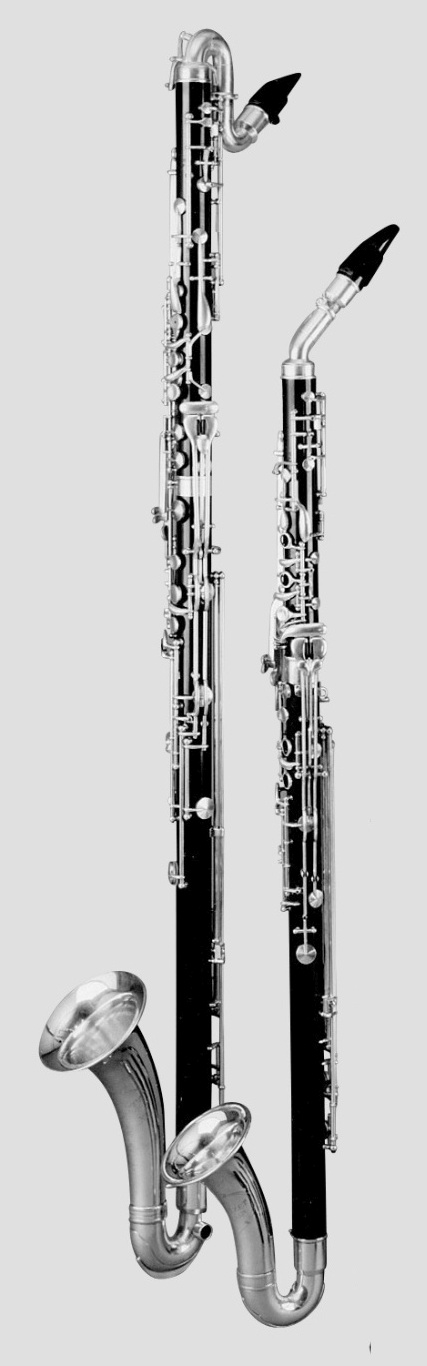
Clarinet baix i trompa de baix, cadascuna a C/Do profunda